# Sugovica Expressz
A Sugovica expresszvonat egy Baja és Budapest között a közlekedő vasúti járat (vonatszám: 1833).

## Történet
2009. december 13-án indul el az első járat InterCity vonatként Budapest és Baja között iskola időben. Pénteken indul Baja felé, vissza felé pedig vasárnap Budapest felé. A vonat Budapest-Déli pályaudvarról indult. Budapest és Vajta között csak Kelenföld és Sárbogárdon állt meg. Vajta és Baja között Baja-Dunafürdő kivételével mindenhol megállt. 2013-tól a vonat Budapest-Keleti pályaudvarról indul expresszvonatként.
2014. december 14-től a vonat Budapest és Baja között csak Szekszárd és Bátaszéken állt meg. 2017-től Baja felé Cece és Baja között Szekszárd-Palánk, Alsónyék, Pörböly és Baja-Dunafürdő kivételével mindenhol megállt.
2018. február 15-étől 2019. március 31-ig Kelenföld és Érd felső szakaszon pályafelújítás miatt a vonat nem közlekedett. 2019. április 1-jétől újra közlekedik.
2021. április 11-től a vonat csak egy viszonylatban közlekedik vasárnaponként és Keleti pályaudvar helyett ismét a Déli pályaudvarra érkezik.

## Útvonal
A vonat Bajáról indul Bátaszék és Szekszárd érintésével közlekedik. A vonat csak egy irányban közlekedik.

## Megállóhelyei
| Megállóhelyek         |
| --------------------- |
| 1. Baja               |
| 2. Bátaszék           |
| 3. Szekszárd          |
| 4. Budapest-Kelenföld |
| 5. Budapest-Déli      |